# 주한 앙골라 대사관
주한 앙골라 대사관(포르투갈어: Embaixada da República de Angola em Seul, Coreia do Sul)은 대한민국 서울특별시 성북구 성북동 21-11에 위치하고 있는 앙골라 대사관이다. 현직 주한 앙골라 대사는 에드가르 가스파르 마르팅스이다.

## 역사
대한민국과 앙골라가 수교를 맺기 시작한 것은 1990년대 초반부터였다. 앙골라는 독립 이후에 사회주의 정권이었기 때문에 당시 대한민국은 반공주의 정책을 실시했다. 그러다 보니 대한민국과 앙골라는 냉전 시절에 외교 관계가 아예 없었다. 게다가 앙골라는 조선민주주의인민공화국과 협력이 매우 활발했기 때문에 대한민국과는 정치적인 갈등이 존재했다. 하지만 1980년대에 동구권에서 민주화 운동이 일어났고, 1991년에 소련의 붕괴가 일어나면서 대한민국과 앙골라는 1992년 1월 6일에 외교 관계를 수립했다. 2008년 10월 서울에 주한 앙골라 대사관이 개설하였다.

## 같이 보기
- 앙골라의 재외공관 목록
- 대한민국 주재 외국공관 목록
- 대한민국-앙골라 관계
- 주앙골라 대한민국 대사관